# Stan Sakai
Pour les articles homonymes, voir Sakai (homonymie).
Stan Sakai (坂井 スタンSakai Sutan), né le 25 mai 1953 à Kyoto, est un créateur et dessinateur de comics américain d'origine japonaise, dont l’œuvre la plus marquante est Usagi Yojimbo.

## Biographie
Stan Sakai est né au Japon. À l’âge de 2 ans, il émigre à Hawaï où il passe 22 ans. Il étudie les Beaux-arts (disciplines) à l’Université d'Hawaï avant de poursuivre sa formation au Art Center College of Design à Pasadena en Californie, où il habite aujourd’hui[Quand ?] avec sa femme Shannon et leurs deux enfants, Hannah et Matthew.

## Œuvre
C’est en 1984 que le premier comic book de Usagi Yojimbo fait son apparition. La popularité de Miyamoto Usagi, ce lapin samouraï du XVIIe siècle, n’a fait qu’augmenter depuis. En 1991, Stan Sakai publie Space Usagi, racontant l’histoire d’un descendant de Usagi qui doit se battre contre des samouraïs du futur.
Avant Usagi, Stan Sakai a travaillé sur la série The Adventures of Nilson Groundthumper and Hermy, une autre série ayant des animaux anthropomorphiques pour héros.
Depuis 2001, la série Usagi Yojimbo est publiée en français par les Éditions Paquet.
En 2020, il est élu à sa première nomination au temple de la renommée Will Eisner, le principal temple de la renommée des comics.

## Prix
- 1990 : Prix Parents' Choice
- 1991 : Prix Inkpot
- 1996 : 
  - Prix Eisner du meilleur lettrage pour Groo et Usagi Yojimbo
  - Prix Eisner du talent méritant une plus grande reconnaissance pour Usagi Yojimbo
- 1999 : 
  - Prix Eisner de la meilleure histoire à suivre pour « Grasscutter », dans Usagi Yojimbo n°13-22
  -  Prix Haxtur de la meilleure histoire courte pour Usagi Yojimbo t. 2 : Daisho
- 2000 :  Prix Haxtur du meilleur scénario pour Usagi Yojimbo t. 5 : Segadora
- 2001 : Ursa Major Award pour « meilleure bande dessinée Anthropomorphique »
- 2002 : 
  - Prix du comic book de la National Cartoonists Society pour Usagi Yojimbo
  - Ursa Major Award pour « meilleure bande dessinée Anthropomorphique »
  - Ursa Major Award pour « meilleure bande dessinée Anthropomorphique »
- 2003 :
  -  La Plumilla de Plata pour son travail et son apport au monde des bandes dessinées
  -  Prix Haxtur du meilleur scénario et de la meilleure histoire longue pour Usagi Yojimbo t. 9 La Conspiration du Dragon rugissant
- 2007 : 
  - Prix Harvey du meilleur lettreur pour Usagi Yojimbo
  -  Prix Haxtur de la meilleure histoire longue pour Usagi Yojimbo t. 17 Duelo en Kitanoji
- 2012 : Prix Eisner du meilleur lettrage pour Usagi Yojimbo
- 2014 : 
  - Prix Inkwell « tout-en-un » (du meilleure dessinateur/encreur)
  -  Prix Haxtur de l'« auteur que nous aimons », pour l'ensemble de sa carrière
- 2015 : Prix Eisner du meilleur lettrage pour Usagi Yojimbo: Senso et Usagi Yojimbo Color Special: The Artist (Dark Horse)
- 2016 : Prix Harvey du meilleur auteur pour Usagi Yojimbo
- 2018 : Prix Eisner du meilleur lettrage pour Groo et Usagi Yojimbo
- 2020 : 
  - Inscrit au Temple de la renommée Will Eisner[1]
  - Prix Eisner du meilleur lettrage pour Usagi Yojimbo[1]
- 2021 : prix Eisner de la meilleure série et du meilleur lettrage pour Usagi Yojimbo[2]
- 2023 : Prix Eisner du meilleur lettrage pour Usagi Yojimbo[3]

### Documentation
- Mark Ham, « Sakai nous pose son lapin », BoDoï, no 21,‎ juillet 1999, p. 14.
- (en) Stan Sakai et Chris Schweizer, « Conversation: Stan Sakai & Chris Schweizer », The Comics Journal, Fantagraphics Books, no 300,‎ novembre 2009, p. 220-235 (ISBN 978-1-60699-187-9, ISSN 0194-7869).